# 汇源瑶族乡
汇源瑶族乡，是中华人民共和国湖南省永州市蓝山县下辖的一个乡镇级行政单位。

## 行政区划
汇源瑶族乡下辖以下地区：
源峰村、荆竹村、湘兰村、大源村和湘沅村。